# Guadarrama (Fluss)

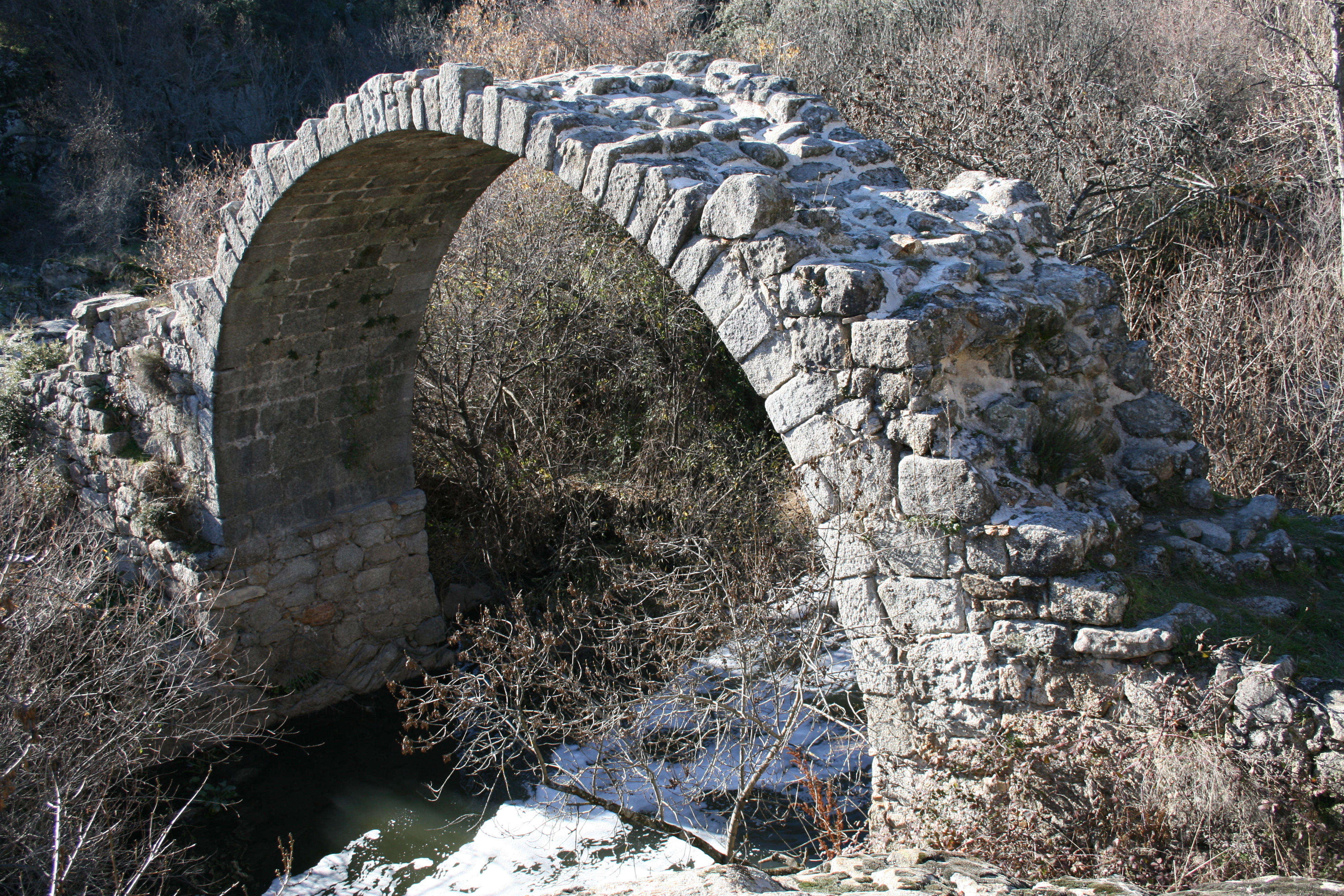
Puente de Alcanzorla

Der Río Guadarrama (vom arabischen وادي الرمل / Wādī r-raml) ist ein ca. 132 km langer Nebenfluss des Tajo in Zentralspanien mit einem Einzugsgebiet von ungefähr 1.708 km². Er durchquert zumeist in Nord-Süd-Richtung die autonome Gemeinschaft Madrid und die Provinz Toledo in der autonomen Region Kastilien-La Mancha.

## Verlauf

### Oberlauf
Der Río Guadarrama entsteht aus drei Quellflüssen – dem Río de La Venta, dem Río Pradillo und dem Río Navalmedio, die allesamt in ca. 1900 m Höhe südlich des Fuenfría-Passes auf der Südseite des 2138 m hohen Bergstocks der Siete Picos auf dem Südsattel der Sierra de Guadarrama unmittelbar an der Grenze der Gemeinden Cercedilla und Navacerrada entspringen. Zuerst fließt der Guadarrama in südlicher Richtung durch Cercedilla, nach dem Zusammenfluss mit dem La Venta durch die Gemeinden Los Molinos und Guadarrama. Dann dreht er nach Südosten und durchquert die Stadt Collado Villalba.

### Mittellauf
Die Gemeinde Galapagar ist sein nächstes Ziel. Nun begleitet ihn die Bahnlinie Madrid-Avila-Segovia bis zum Stausee Las Nieves. Sein nächster Zufluss ist der Arroyo de Peregrinos, dessen Quelle in der Sierra del Hoyo de Manzanares liegt. Ungefähr 4 km nach dem Stausee liegt die Brücke von Alcanzorla aus dem Jahre 1236, gefolgt von der Puente Nuevo (Neuen Brücke) die Philipp II im Jahr 1583 hier erbauen ließ. Nachdem er die Brücken hinter sich gelassen hat, überschreitet er die Grenze nach Torrelodones, wo ihm der Arroyo de La Nava und der Arroyo de de La Torre zufließen. Der Guadarrama fließt nun an den Ruinen der Gasco-Talsperre aus dem 18. Jahrhundert vorbei. Nachdem er seinen östlichsten Punkt erreicht hat, stellen sich dem Fluss als natürliches Hindernis die Falla de Torrelodones, eine Verwerfung, welche die Granitmasse der Sierra del Guadarrama von der Sedimentzone der Meseta Sur trennt, in den Weg. Weiter fließt er durch die Gemeinde Las Rozas de Madrid in den Stausee Molino de la Hoz. Weiter führt sein Weg durch die Gemeinden Villanueva del Pardillo, Majadahonda, Boadilla del Monte, Villanueva de la Cañada, Brunete, Villaviciosa de Odón, Móstoles und Villaviciosa de Odón. Auf diesem Stück ändert sich seine Wassermenge beträchtlich, denn in Villanueva de la Cañada vereinigt sich sein wichtigster Nebenfluss, der Río Aulencia, mit ihm, in Brunete der Arroyo de La Barranca und der Arroyo de Cienvallejos, in Villaviciosa de Odón der Arroyo de Valenoso und in Móstoles der Arroyo de El Soto.

### Unterlauf
Der Río Guadarrama fließt ca. 20 km westlich an der Stadt Madrid vorbei und mündet ca. 16 km westlich von Toledo in den Tajo.

## Sehenswürdigkeiten
- Am Mittellauf des Río Guadarrama liegen die angeblich von den Mauren erbaute Brücke von Alcanzorla und die Puente Nuevo aus dem Jahr 1583.
- Am Unterlauf des Río Guadarrama, d. h. südwestlich von Madrid, befindet sich die erst im Jahr 1983 entdeckte archäologische Statte von Carranque.